# Марково (Рязанская область)
Марково  — деревня в Рыбновском районе Рязанской области России, входит в состав Истобниковского сельского поселения.

## География
Деревня расположена в 8 км на северо-восток от райцентра города Рыбное. Расстояние по автомобильным дорогам до города Рыбное составляет 12 км.

## История
С 2005 по 2015 год деревня была административным центром Марковского сельского поселения.

## Население
| 1859 | 1897 | 1906 | 2010 |
| ---- | ---- | ---- | ---- |
| 476  | ↗550 | ↗770 | ↘315 |